# Chéoux
Chéoux est un village de la commune belge de Rendeux située en Région wallonne dans la province de Luxembourg.

## Étymologie
À l’origine Chéoux s’appelait Chyouet. Ce nom proviendrait de la construction sur le site d'une villa attribuée un certain Sigold Sigudis (Xe siècle).

## Géographie
Chéoux est situé à environ 3,475 km au sud-ouest de Rendeux à une altitude comprise entre 260 m et 395 m.

## Histoire
Une partie de Chéoux constituait avec Bardonwez et Rendeux-Saint-Lambert une seigneurie du Pays de Liège enclavée dans le duché de Luxembourg ayant été successivement sous le contrôle des familles
De Misencourt, de Hamal, Barbanson et de Casal.
Une seconde partie du village appelée Chéoux-Lavaux constituait un ensemble avec Rendeux-Sainte-Marie, les hameaux de Hamoul, Nohaipré ainsi que Waharday et était un fief du Comté de La Roche sous contrôle des familles Du Mont, Samrée et Monin.
Enfin une troisième partie du village dénommé Chéoux-Noblesse occupée par plusieurs familles nobles dépendait pour le pouvoir temporel de la cour Jamotte sous contrôle de la famille de Chéoux.

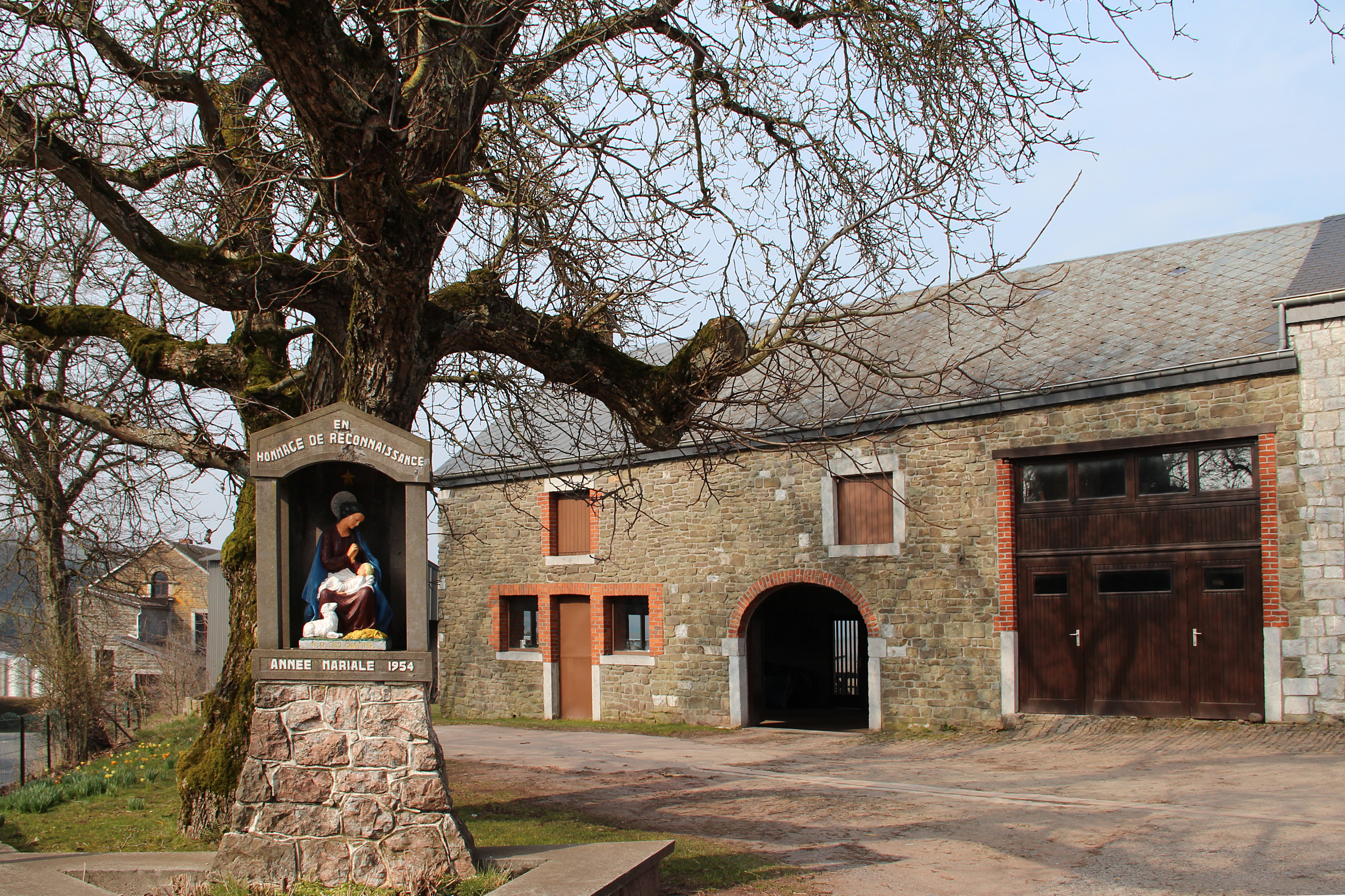
Potale de Notre-Dame des Champs